# JoAnne Carner
Pour les articles homonymes, voir Carner.
JoAnne Gunderson Carner, née le 4 avril 1939 à Kirkland dans l'État de Washington, est une ancienne golfeuse américaine.
Elle a obtenu 43 victoires sur le LPGA Tour, ce qui lui a permis d'avoir été incorporée au World Golf Hall of Fame. En 1981, Carner reçut le Bob Jones Award, la plus grande distinction accordée par l'United States Golf Association. En 1994, elle fut capitaine de l'équipe des États-Unis pour la Solheim Cup.

## Palmarès
Ses deux titres de grand chelem sont : 
- Vainqueur de l'Open américain : 1971 et 1976.